# Riia mnt 273
Riia mnt 273 est un bâtiment de la ville de Pärnu, en Estonie.

## Histoire
Le bâtiment a une histoire prestigieuse- il a été construit par Jakob Päts (1848−1909), le père du premier Président de la république d'Estonie, Konstantin Päts.
L'édifice est la maison d'enfance de Konstantin Päts.
Konstantin Päts (1874–1956) est né à Tahkuranna, comté de Pärnu.
Mais bientôt Jakob Päts a déménagé à Pärnu avec sa femme Olga et ses enfants et a construit une maison où sont nés les quatre jeunes frères et sœurs de Konstantin. Le père de famille a acheté un très grand terrain, qu'il a ensuite vendu en plus petites parties, jetant ainsi les fondations du quartier de Raeküla où il n'y avait pas de maisons à cette époque. Le père du président s'est également investi pour construire l'école de Raeküla.
Cinq des six enfants de Jakob Päts ont grandi dans la maison. Avec le futur chef de l'Etat Konstantin, ce sont tous des personnages importants de l'histoire culturelle de l'Estonie : Nikolai, né en 1871, est devenu un haut ecclésiastique, Voldemar, né en 1878, est devenu une personnalité de l’éducation. Peetri, né en 1880, est considéré comme l’un des acteurs de la conservation de la nature estonienne, et Marianne, née en 1882, est devenue l'une des dirigeantes du mouvement de la Croix-Rouge estonienne.
La maison ancestrale est restée à la disposition de Peeter Päts, le plus jeune fils de la famille. Au milieu de la première décennie de ce siècle, ses héritiers vivant en Suède vendirent plusieurs fois la maison rénovée. Le nouveau propriétaire est devenu la société Knoke AS, dont le propriétaire était l'homme d'affaires Rein Valk. Entre-temps, pendant la grande crise économique, le bâtiment passa brièvement entre les mains de Estate Partner OÜ, propriété de Rommi Roosimaa, mais seulement pour quelques mois. Ensuite, la maison a été acquise par Luite Arenduse OÜ, dont l'unique propriétaire est à nouveau Rein Valk.
En 2011, une plaque commémorative avec les noms de tous les membres de la famille Päts a été placée sur le bâtiment. Le gouvernement de la ville a exprimé le désir d'acheter la maison en mauvais état et de la réparer, ils espéraient également l'aide de l'État. En 2015, il était prévu d'y construire un musée pour le centième anniversaire de la République d'Estonie, mais ces réflexions sont restées sans suite. Fin 2019, Rein Valk avait de nouveau mis en vente la maison.